# Emily Bisharat
Emily Bisharat, död 2004, var en jordansk advokat och feminist. Hon var Jordaniens första kvinnliga advokat. Hon grundade 1954 Arab Women's Federation, som verkade för införandet av kvinnlig rösträtt i Jordanien, ett mål som slutligen uppnåddes 1974. 